# Slavče (Brda)
Slavče é um assentamento localizado no município de Brda na Eslovênia. Possuía uma população estimada de 29 habitantes em 2020.